# Crématorium-columbarium du Père-Lachaise

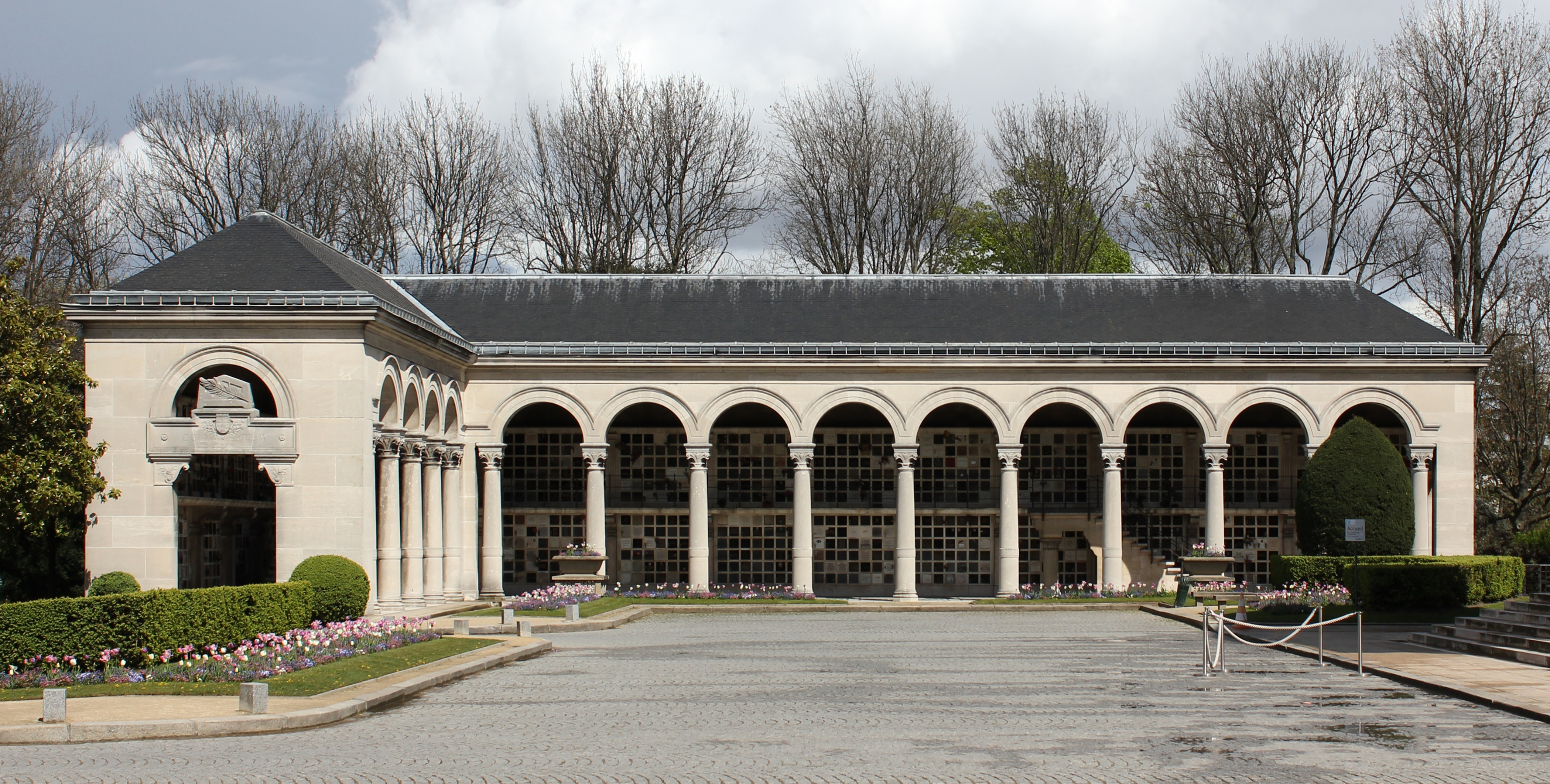
Une des quatre ailes du columbarium.

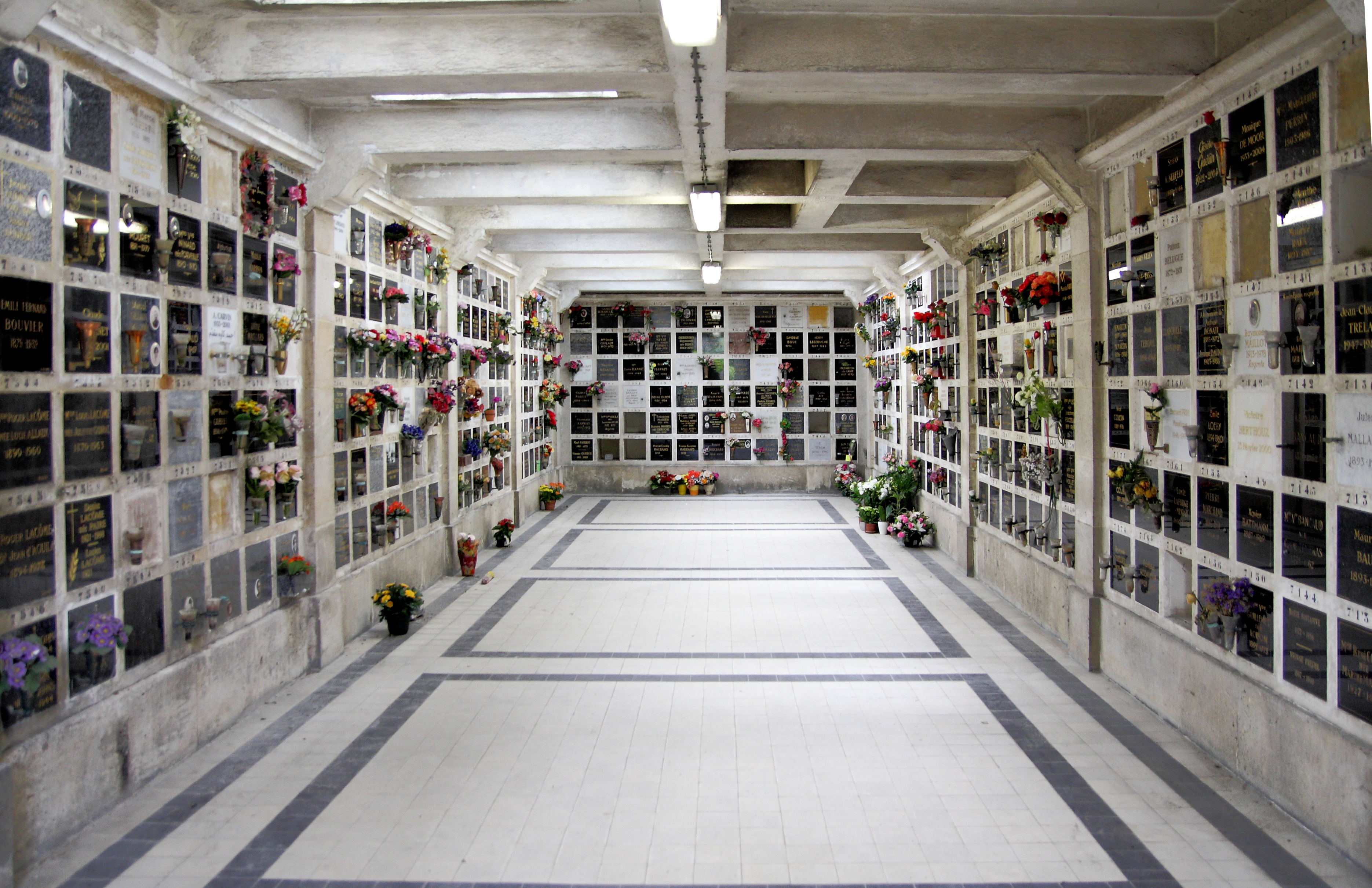
Sous-sol du columbarium.

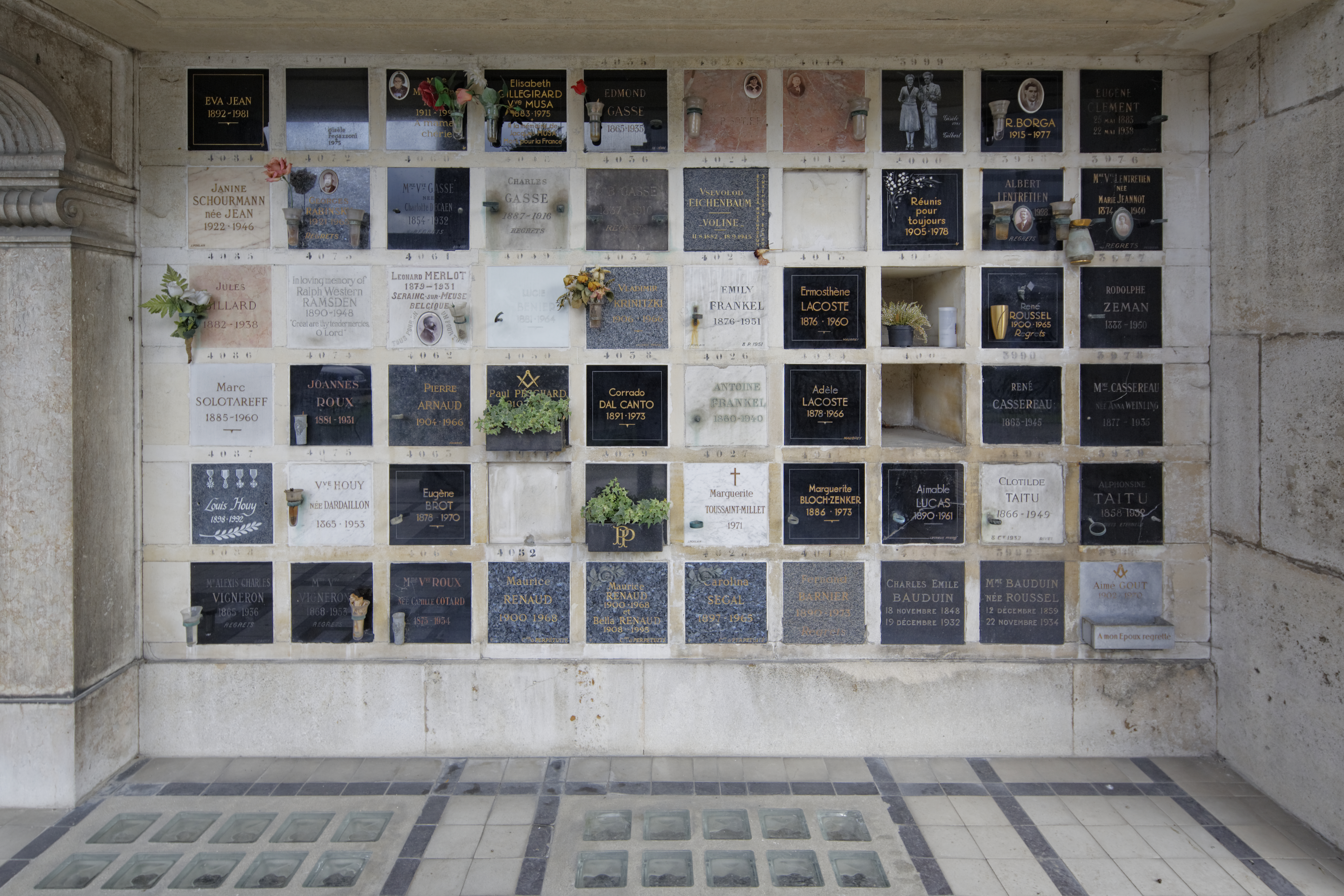
Cases du columbarium.

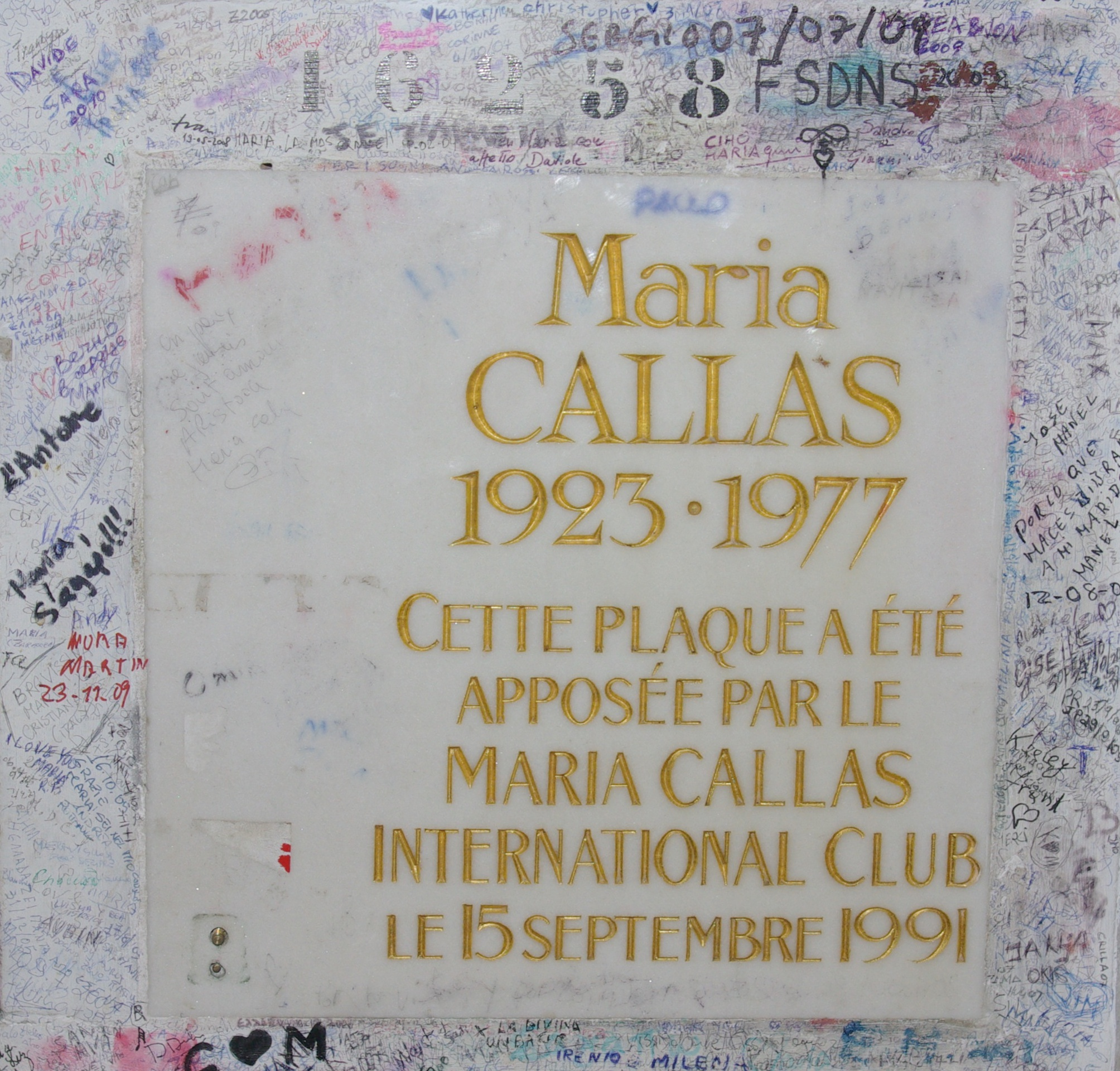
Cénotaphe de Maria Callas.

Le crématorium-columbarium du Père-Lachaise est un ensemble architectural composé du premier crématorium de France, et d'un columbarium. L'édifice du XIXe siècle construit par l'architecte Jean Camille Formigé est situé à l'intérieur du cimetière du Père-Lachaise à Paris. Il est inscrit au titre des monuments historiques depuis 1995.

## Localisation
Le crématorium et le columbarium sont situés dans la partie Est du cimetière du Père-Lachaise dans le 20e arrondissement de Paris, près de la porte d'entrée Gambetta. Ils occupent toute la superficie de la division 87, soit environ 4 900 m2.

## Description
L'ensemble crématorium-columbarium se compose d'une chapelle, accueillant le crématorium, entourée de quatre ailes servant de columbarium. 

### Crématorium
La chapelle, de style néo-byzantin, est composée d'une nef centrale flanquée de deux bas-côtés. Elle est construite en appareil polychrome constitué de pierres blanches et noires disposées successivement en bandes horizontales.
Le toit est composé d'un vaste dôme de briques et de grès, de trois petites demi-coupoles et de deux cheminées.
Le dôme principal est décoré de vitraux de Carl Mauméjean installés dans les années 1920,.
Dans une salle, située en sous-sol, se trouve une œuvre de l'artiste français d'origine polonaise Paul Landowski. Commandée en 1943, Le Retour éternel n'est inaugurée qu'en 1954,. Les plâtres originaux sont conservés au musée Paul-Landowski à Boulogne-Billancourt,.
Le dôme du crématorium comporte un repère géodésique qui pour l'IGN fait partie du réseau de détail français.

### Columbarium
Pour entreposer les urnes des premières incinérations, un columbarium a été installé provisoirement dans le sous-sol du crématorium. Une délibération du Conseil municipal du 17 avril 1890 autorise la construction d'un columbarium de 304 cases placé le long du mur d'enceinte du cimetière qui se trouve rue des Rondeaux.
Par la suite, le columbarium a trouvé son emplacement définitif, près du crématorium. Le monument dessiné par Formigé « se compose d'un portique double partagé par un mur longitudinal contenant les urnes funéraires ». Il se développe « sur quatre faces, autour du crématorium ». Cette version pouvait contenir 10 032 cases. Sa construction se fera successivement pour répondre à la demande : 600 cases en 1893, 850 cases en 1895. Le columbarium définitif actuel compte aujourd'hui 26 606 cases réparties ainsi :
- 4 ailes à l'extérieur, abritant 7 030 cases ;
- une crypte située sous l'aile extérieure C, abritant 1 410 cases ;
- 2 niveaux en sous-sol :
  - 1er sous-sol, abritant 8 760 cases,
  - 2e sous-sol, abritant 9 406 cases.

Les cases sont numérotées de 1 à 25 765 puis de 40 000 à 40 837 (il y a 4 cases non numérotées et il n'y a pas de case n° 40 280).

### Monument historique
Le 17 janvier 1995, le columbarium et le crématorium sont inscrits aux monuments historiques, complétant la liste des éléments du cimetière protégés en 1983 et 1990. 

## Historique
Le 21 mai 1804, le cimetière alors situé sur le territoire de l'ancienne commune de Charonne est officiellement ouvert. Puis, en 1859, la commune de Charonne est intégrée à la ville de Paris pour former une partie du 20e arrondissement. 
En 1883, le Conseil municipal de Paris demande à l'architecte Jean Camille Formigé d'édifier un crématorium. La construction de l'édifice s'étalera de 1887 à 1908. D'abord limité, par l'ordonnance du 28 juillet 1885, à l'incinération des déchets provenant des hôpitaux, le bâtiment est ensuite destiné à la crémation des corps permise par la loi du 15 novembre 1887. La première crémation en France a donc eu lieu le 30 janvier 1889 au crématorium du Père-Lachaise.
La crémation restera longtemps une pratique marginale. Bien qu'autorisée par la religion protestante depuis 1898, il faudra attendre 1963 à l'occasion du concile œcuménique Vatican II, pour que l'Église catholique lève l'interdit.
En 1889, l'unique crématorium de France réalise 49 crémations avec un seul appareil de crémation. Depuis lors, près de 200 crématoriums ont été construits en France mais le crématorium du Père-Lachaise est toujours resté le premier crématorium de France par le nombre de crémations et de cérémonies réalisées annuellement.
Grâce à ses cinq appareils de crémation (l'édifice a été rénové et de nouvelles salles ont été créées en 2001), dans les années 2000, le crématorium réalise tous les ans environ 5 000 crémations à la demande des familles et 2 500 crémations administratives (restes des corps exhumés des sépultures reprises, corps des donateurs à la science, fœtus et pièces anatomiques d'origine humaine destinée à l'abandon), soit près du tiers des crémations en Île-de-France[réf. souhaitée].

## Gestion du crématorium
Avec la fin du monopole communal des pompes funèbres, le crématorium est géré dans le cadre d'une délégation de service public à partir de juin 1998 par la société d'économie mixte dénommée Société anonyme d'économie mixte des pompes funèbres de la Ville de Paris (SAEMPF), qui utilise la dénomination Services funéraires - Ville de Paris (SFVP). Son capital est détenu majoritairement par la ville de Paris.
À compter du 1er septembre 2019, la gestion déléguée du crématorium du Père-Lachaise a été confiée pour 30 ans à la Société des crématoriums de France, une filiale du groupe Funecap.
Au titre de ce nouveau contrat de délégation, une rénovation en profondeur du Père-Lachaise doit être effectuée afin de préserver et réparer le bâtiment, d'améliorer l'accueil du public et de moderniser les installations techniques. Un second crématorium parisien devait être construit dans le 19e arrondissement de Paris, square Forceval, pour une ouverture en 2024, mais la ville de Paris annonce en 2023 que s'il est nécessaire pour absorber près de 6 000 crémations annuelles, le nouvel équipement verra probablement le jour sur un autre site.
La délégation de service public ne concerne que l'activité du crématorium, le columbarium restant une prérogative municipale.

### Gestion du columbarium
Le Columbarium fait partie intégrante du cimetière du Père-Lachaise et est géré par l'administration du cimetière.